# Światowy Dzień Życia Konsekrowanego
Światowy Dzień Życia Konsekrowanego – dzień ustanowiony przez papieża Jana Pawła II w 1997 roku przypadający corocznie 2 lutego, w święto Ofiarowania Pańskiego, stwarzający okazję do głębszej refleksji Kościoła powszechnego nad darem życia poświęconego Bogu.
Główne uroczystości odbywają się w Watykanie. Po popołudniowej mszy, odprawianej w bazylice św. Piotra, z osobami konsekrowanymi spotyka się papież.
W Polsce
Światowy Dzień Życia Konsekrowanego w Polsce, to okazja do wsparcia klasztorów kontemplacyjnych. Właśnie na ich rzecz przed świątyniami w tym właśnie dniu odbywa się specjalna zbiórka do puszek.
W 2012 roku hasłem XVI Światowego Dnia Życia Konsekrowanego było: " Kościół naszym domem".
Do różnych wspólnot i instytutów życia konsekrowanego należy niespełna 39 tys. osób, wśród których prawie 70 proc. stanowią kobiety.